# 安龙石楠
安龙石楠（学名：Photinia anlungensis）是蔷薇科石楠属的植物。分布在中国大陆的贵州等地，生长于海拔1,300米的地区，多生长在山坡，目前尚未由人工引种栽培。